# متحف سكك حديدية (صنوبر)
متحف السكك الحديدية في صنوبر (بالتركية: Çamlık Tren Müzesi أو Çamlık Buharlı Lokomotif Müzesi) هو متحف سكك حديدية مكشوف يقع في قرية الصنوبر في مديرية سلجوق في مقاطعة إزمير التركية. وهو أكبر متحف للسكك الحديدية في تركيا ويحتوي على واحدة من أكبر مجموعات قاطرات البخار في أوروبا.

## التاريخ
يقع المتحف في الجزء السابق من الخط الرئيس لشركة السكك الحديدية العثمانية، وهو أقدم خط في تركيا، ويقع بالقرب من قرية الصنوبر، وهو قريب جدًّا من الموقع التاريخي الشهير في أفسس. وقد أُعيد ترتيب الخط الرئيس من إزمير إلى أيدين، وقد تُخُلِّيَ عن جزء صغير من الخط إلى جانب محطة سكة الحديد الأصلية في صنوبر. بدأ المتحف عام 1991 واكتمل في عام 1997. ويستخدم المسارات الأصلية التي بنيت في عام 1866. إن الأراضي والمباني جميعها ملك للسكك الحديدية التركية، ولكن المتحف لا يعمل إلا بعقد مع أتيلا مسرلوغ مدته 99 عامًا؛ وأتيلا هو نجل أول مُلوِّح عمل في السكك الحديدية في صنوبر.

## حول المتحف
ثمة 33 قاطرة بخارية في المتحف معروضة في الخارج، تترواح سنوات تصنيعهم من 1891 إلى 1951. وأقدم قاطرة بنتها شركة ستيفنسون البريطانية. والتي تصنع المحركات البخارية ويمكن للزوار الصعود إلى المحركات. وتوجد لوحات عند القاطرات تسرد التفاصيل التقنية. ويوجد أيضًا في المتحف قاطرة البخار ذات الرقم 45501، والتي شاركت في كارثة قطار ياريموروغاس في سكك قطار الشرق السريع. وقطار ياريموروغاس هو قطار اصطدم عام 1957 اصطدامًا عنيفًا حيث كان عدد الضحايا 95 ضحية.